# Colibrí de gorja ametista
El colibrí de gorja ametista (Lampornis amethystinus) és una espècie d'ocell de la família dels troquílids (Trochilidae) que habita la selva humida, boscos de roures i zones arbustives de les muntanyes des de Nayarit, Jalisco, San Luis Potosí i sud de Tamaulipas cap al sud fins Guatemala, El Salvador i el centre d'Hondures.